# Grammy-díj a legjobb videóklipért
A Grammy-díj a legjobb videóklipért egy díj, amelyet a Grammy-ceremóniákon adnak át.
Eredetileg Grammy-díj a legjobb videóklipért, rövidfilmért néven indult és 1984-ben adták át a Duran Durannak a Hungry Like the Wolf kislemez klipjéért. 1986 és 1987-ben Legjobb videóklip, rövid forma volt a kategória neve, majd a következő két évre ismét változtatások történtek a díjazottak kiválasztása során. Ezt követően 1990-ben tért vissza az eredeti formájához a kategória, ezúttal Legjobb rövid videóklip néven. 2013-ban lerövidítették Legjobb videóklipre a kategória nevét. A díjazottak közé tartozik az előadó, a rendezők és a producerek, akik az adott klipen dolgoztak. Indokolatlanul az 1987-es díjátadáson csak a Dire Straits nyerte el a díjat, a rendezők nem.
Kendrick Lamar nyerte meg legtöbbször a díjat, háromszor. Őt Peter Gabriel, Michael Jackson, Janet Jackson, Johnny Cash és Beyoncé követi, két győzelemmel. Rendezőként ezt Mark Romanek mondhatja el magáról, szintén három győzelemmel. Az izlandi Björköt jelölték legtöbbször győzelem nélkül, négyszer. Taylor Swift az első előadó, aki egyedüli rendezőként nyerte meg a kategóriát, az All Too Well: The Short Film című művével.

## Díjazottak
| Év   | Videóklip                          | Előadó                                                | Rendező(k)/producer(ek) | További jelöltek | For.          |
| ---- | ---------------------------------- | ----------------------------------------------------- | --- | --- | ------------- |
| 1984 | Girls on Film/Hungry Like the Wolf | Duran Duran                                           | Kevin Godley és Lol Creme/Russell Mulcahy | - Todd Rundgren – Videosyncracy - Rod Stewart – Tonight I’m Yours - Bill Wyman – Bill Wyman | [ 1 ]         |
| 1985 | Jazzin’ for Blue Jean              | David Bowie                                           | Julien Temple | - Ashford & Simpson – Ashford & Simpson - Phil Collins – Phil Collins - Thomas Dolby – Thomas Dolby - Olivia Newton-John – Twist of Fate - Rubber Rodeo – Scenic Views                                                                                            | [ 2 ]         |
| 1986 | We Are the World – The Video Event | USA for Africa                                        | Tom Trbovich (rendező)/Quincy Jones (producer)                                                                                                  | - Band Aid – Do They Know It’s Christmas? - Phil Collins – No Jacket Required EP - Hall & Oates – The Daryl Hall and John Oates Video Collection - Tina Turner – Private Dancer                                                                                   | [ 3 ]         |
| 1987 | Brothers in Arms                   | Dire Straits                                          | Nincs | - Louis Cardenas – Making of Runaway - Paul McCartney – Rupert and the Frog Song - Richard Perry – So Excited - Supertramp – Brother Where You Bound | [ 4 ]         |
| 1988 | Nem adták át.                      | Nem adták át.                                         | Nem adták át. | Nem adták át. | Nem adták át. |
| 1989 | Nem adták át.                      | Nem adták át.                                         | Nem adták át. | Nem adták át. | Nem adták át. |
| 1990 | Leave Me Alone                     | Michael Jackson                                       | Jim Blashfield (rendező) Jim Blashfield, Paul Diener, Frank DiLeo és Jerry Kramer (producerek)                                                  | - Enya – Orinoco Flow (Sail Away) - Mike + The Mechanics – The Living Years - Trevor Rabin – Something to Hold On To - Hank Williams, Jr. és Hank Williams, Sr. – There’s a Tear in My Beer                                                                       | [ 5 ]         |
| 1991 | Opposites Attract                  | Paula Abdul                                           | Michael Patterson és Candice Reckinger (rendező) Sharon Oreck (producer)                                                                        | - Phil Collins – Another Day in Paradise - Madonna – Oh Father - Sinéad O’Connor – Nothing Compares 2 U - The Lightning Seeds – All I Want | [ 6 ]         |
| 1992 | Losing My Religion                 | R.E.M.                                                | Tarsem (rendező) Dave Ramser (producer) | - Garth Brooks – The Thunder Rolls - Dire Straits – Calling Elvis - Bob Dylan – Series of Dreams - Billy Joel – When You Wish upon a Star | [ 7 ]         |
| 1993 | Digging in the Dirt                | Peter Gabriel                                         | John Downer (rendező/producer) | - En Vogue – Free Your Mind - Los Lobos – Kiko and the Lavender Moon - Lyle Lovett – Church - Roger Waters – What God Wants | [ 8 ]         |
| 1994 | Steam                              | Peter Gabriel                                         | Stephen R. Johnson (rendező) Prudence Fenton (producer)                                                                                         | - Björk – Human Behaviour - INXS – Beautiful Girl - R.E.M. – Everybody Hurts - Soul Asylum – Runaway Train | [ 9 ]         |
| 1995 | Love Is Strong                     | The Rolling Stones                                    | David Fincher (rendező) Cean Chaffin (producer)                                                                                                 | - Angélique Kidjo – Agolo - Lucas – Lucas with the Lid Off - Sinéad O’Connor – Fire on Babylon - Pet Shop Boys – Go West - Weird Al Yankovic – Jurassic Park | [ 10 ]        |
| 1996 | Scream                             | Janet Jackson és Michael Jackson                      | Mark Romanek (rendező) Cean Chaffin (producer)                                                                                                  | - Björk – It’s Oh So Quiet - Dave Matthews Band – What Would You Say - Herbie Hancock – Dis Is da Drum - Sinéad O’Connor – Famine | [ 11 ]        |
| 1997 | Free as a Bird                     | The Beatles                                           | Joe Pytka (rendező) Vincent Joliet (producer)                                                                                                   | - Green Day – Walking Contradiction - Michael Jackson – Earth Song - Alanis Morissette – Ironic - The Smashing Pumpkins – Tonight, Tonight | [ 12 ]        |
| 1998 | Got ‘til It’s Gone                 | Janet Jackson                                         | Mark Romanek (rendező) Aris McGarry (producer)                                                                                                  | - Babyface – How Come, How Long - Milestone – I Care ’Bout You - Morphine – Early to Bed - Tool – Stinkfist | [ 13 ]        |
| 1999 | Ray of Light                       | Madonna                                               | Jonas Åkerlund (rendező) Nicola Doring és Billy Proveda (producerek)                                                                            | - Aerosmith – Pink - Björk – Bachelorette - Oasis – All Around the World - Pearl Jam – Do the Evolution | [ 14 ]        |
| 2000 | Freak on a Leash                   | Korn                                                  | Jonathan Dayton és Valerie Faris, Todd McFarlane és Graham Morris (rendező) Terry Fitzgerald és Bart Lipton (producerek)                        | - Björk – All Is Full of Love - Lauryn Hill – Everything Is Everything - Brian McKnight – Back at One - TLC – Unpretty | [ 15 ]        |
| 2001 | Learn to Fly                       | Foo Fighters                                          | Jesse Peretz (rendező) Tina Nakane (producer)                                                                                                   | - Busta Rhymes – Fire - Reba McEntire – What Do You Say - Papa Roach – Broken Home - Will Smith – Will 2K | [ 16 ]        |
| 2002 | Weapon of Choice                   | Fatboy Slim, Bootsy Collins közreműködésével          | Spike Jonze (rendező) Vincent Landay és Deannie O’Neill (producerek)                                                                            | - Aerosmith – Fly Away from Here - Missy Elliott – One Minute Man - Madonna – Don’t Tell Me - OutKast – Ms. Jackson | [ 17 ]        |
| 2003 | Without Me                         | Eminem                                                | Joseph Kahn (rendező) Greg Tharp (producer) | - 1 Giant Leap – My Culture - Dirty Vegas – Days Go By - Knoc-turn’al, Dr. Dre és Missy Elliott – The Knoc - Nas – One Mic | [ 18 ]        |
| 2004 | Hurt                               | Johnny Cash                                           | Mark Romanek (rendező) Aris McGarry (producer)                                                                                                  | - Coldplay – The Scientist - Madonna – Die Another Day - Martina McBride – Concrete Angel - OutKast – Hey Ya! | [ 19 ]        |
| 2005 | Vertigo                            | U2                                                    | Alex and Martin (rendező) Grace Bodie (producer)                                                                                                | - Franz Ferdinand – Take Me Out - Green Day – American Idiot - George Michael – Flawless (Go to the City) - Steriogram – Walkie Talkie Man | [ 20 ]        |
| 2006 | Lose Control                       | Missy Elliott; Ciara és Fatman Scoop közreműködésével | Missy Elliott és Dave Meyers (rendező) Joseph Sasson (producer)                                                                                 | - Gorillaz – Feel Good Inc. - Jamiroquai – Feels Just Like It Should - Martina McBride – God’s Will - Sarah McLachlan – World on Fire | [ 21 ]        |
| 2007 | Here It Goes Again                 | OK Go                                                 | Dan Konopka, Damian Kulash, Jr., Timothy Nordwind, Andy Ross és Trish Sie (rendező/producerek)                                                  | - Big & Rich – 8th of November - Red Hot Chili Peppers – Dani California - The Killers – When You Were Young - Underoath – Writing on the Walls | [ 22 ]        |
| 2008 | God’s Gonna Cut You Down           | Johnny Cash                                           | Tony Kaye (rendező) Rachel Curl (producer) | - Feist – 1234 - Gnarls Barkley – Gone Daddy Gone - Justice – D.A.N.C.E. - Mutemath – Typical | [ 23 ]        |
| 2009 | Pork and Beans                     | Weezer                                                | Mathew Cullen (rendező) Bernard Rahill (producer)                                                                                               | - Erykah Badu – Honey - Gnarls Barkley – Who’s Gonna Save My Soul - Radiohead – House of Cards - Jack White és Alicia Keys – Another Way to Die | [ 24 ]        |
| 2010 | Boom Boom Pow                      | The Black Eyed Peas                                   | Mark Kudsi és Mathew Cullen (rendező) Javier Jimenez, Anna Joseph és Patrick Nugent (producerek)                                                | - Beast – Mr. Hurricane - Coldplay – Life in Technicolor II - Depeche Mode – Wrong - Oren Lavie – Her Morning Elegance | [ 25 ]        |
| 2011 | Bad Romance                        | Lady Gaga                                             | Francis Lawrence (rendező) Kathy Angstadt, Nicole Ehrlich és Heather Heller (producerek)                                                        | - Johnny Cash – Ain’t No Grave / The Johnny Cash Project - Eminem és Rihanna – Love the Way You Lie - Gorillaz, Mos Def és Bobby Womack – Stylo - Cee Lo Green – Fuck You                                                                                         | [ 26 ]        |
| 2012 | Rolling in the Deep                | Adele                                                 | Sam Brown (rendező) Hannah Chandler (producer)                                                                                                  | - Memory Tapes – Yes I Know - OK Go – All Is Not Lost - Radiohead – Lotus Flower - Skrillex – First of the Year (Equinox) - Weird Al Yankovic – Perform This Way                                                                                                  | [ 27 ]        |
| 2013 | We Found Love                      | RihannaCalvin Harris                                  | Melina Matsoukas (rendező) Juliette Larthe, Candice Ouaknine, Ben Sullivan és Inga Veronique (producerek)                                       | - Foster the People – Houdini - Jay-Z és Kanye West; Frank Ocean és The-Dream – No Church in the Wild - M.I.A. – Bad Girls - Woodkid – Run Boy Run | [ 28 ]        |
| 2014 | Suit & Tie                         | Justin Timberlake, Jay-Z közreműködésével             | David Fincher (rendező) Timory King (producer)                                                                                                  | - Capital Cities – Safe and Sound - Jay-Z – Picasso Baby: A Performance Art Film - Macklemore és Ryan Lewis; Ray Dalton közreműködésével – Can’t Hold Us - Jack White – I’m Shakin’                                                                               | [ 29 ]        |
| 2015 | Happy                              | Pharrell Williams                                     | We Are from LA (Pierre Dupaquier és Clement Durou) (rendező) Kathleen Heffernan, Solal Micenmacher, Jett Steiger és Cedric Troadec (producerek) | - Arcade Fire – We Exist - DJ Snake és Lil Jon – Turn Down for What - Sia – Chandelier - Woodkid, Max Richter közreműködésével – The Golden Age | [ 30 ]        |
| 2016 | Bad Blood                          | Taylor Swift, Kendrick Lamar közreműködésével         | Joseph Kahn (rendező) Ron Mohrhoff (producer)                                                                                                   | - A$AP Rocky – LSD - The Dead Weather – I Feel Love (Every Million Miles) - Kendrick Lamar – Alright - Pharrell Williams – Freedom | [ 31 ]        |
| 2017 | Formation                          | Beyoncé                                               | Melina Matsoukas (rendező) Nathan Scherrer (producer)                                                                                           | - Leon Bridges – River - Coldplay – Up & Up - Jamie xx – Gosh - OK Go – Upside Down & Inside Out | [ 32 ]        |
| 2018 | Humble                             | Kendrick Lamar                                        | The Little Homies és Dave Meyers (rendező) Jason Baum, Dave Free, Jamie Rabineau, Nathan K. Scherrer és Anthony Tiffith (producerek)            | - Beck – Up All Night - Jain – Makeba - Jay-Z – The Story of O.J. - Logic, Alessia Cara és Khalid közreműködésével – 1-800-273-8255 | [ 33 ]        |
| 2019 | This Is America                    | Childish Gambino                                      | Hiro Murai (rendező) Ibra Ake, Jason Cole és Fam Rothstein (producerek)                                                                         | - The Carters – Apeshit - Joyner Lucas – I’m Not Racist - Janelle Monáe – Pynk - Tierra Whack – Mumbo Jumbo | [ 34 ]        |
| 2020 | Old Town Road                      | Lil Nas X, Billy Ray Cyrus közreműködésével           | Calmatic (rendező) Candice Dragonas, Melissa Larsen és Saul Levitz (producerek)                                                                 | - Chemical Brothers – We’ve Got to Try - Gary Clark Jr. – This Land - FKA Twigs – Cellophane - Tove Lo – Glad He’s Gone | [ 35 ]        |
| 2021 | Brown Skin Girl                    | Beyoncé és Wizkid; Blue Ivy Carter közreműködésével   | Beyoncé Knowles-Carter és Jenn Nkiru (rendező); Lauren Baker, Astrid Edwards, Nathan Scherrer és Erinn Williams (producerek)                    | - Future, Drake közreműködésével – Life Is Good - Anderson .Paak – Lockdown - Harry Styles – Adore You - Woodkid – Goliath | [ 36 ]        |
| 2022 | Freedom                            | Jon Batiste                                           | Alan Ferguson (rendező); Alex P. Willson (producer)                                                                                             | - AC/DC – Shot in the Dark - Tony Bennett és Lady Gaga – I Get a Kick Out of You - Justin Bieber, Daniel Caesar és Giveon közreműködésével – Peaches - Billie Eilish – Happier Than Ever - Lil Nas X – Montero (Call Me By Your Name) - Olivia Rodrigo – Good 4 U | [ 37 ]        |
| 2023 | All Too Well                       | Taylor Swift                                          | Taylor Swift (rendező); Saul Germaine (producer)                                                                                                | - Adele – Easy on Me - BTS – Yet to Come - Doja Cat – Woman - Kendrick Lamar – The Heart Part 5 - Harry Styles – As It Was | [ 38 ]        |
| 2024 | I’m Only Sleeping                  | The Beatles                                           | Em Cooper (rendező); Jonathan Clyde, Sophie Hilton, Sue Loughlin és Laura Thomas (producer)                                                     | - Tyler Childers – In Your Love - Billie Eilish – What Was I Made For? - Kendrick Lamar – Count Me Out - Troye Sivan – Rush | [ 39 ]        |
| 2025 | Not Like Us                        | Kendrick Lamar                                        | Dave Free és Kendrick Lamar, rendezők | - Taylor Swift, Post Malone közreműködésével – Fortnight (Taylor Swift, rendező) |               |